# العلاقات السلوفينية الصربية
العلاقات السلوفينية الصربية هي العلاقات الثنائية التي تجمع بين سلوفينيا وصربيا.

## مقارنة بين البلدين
هذه مقارنة عامة ومرجعية للدولتين:
| وجه المقارنة                                              | سلوفينيا                                                      | صربيا                                                      |
| --------------------------------------------------------- | ------------------------------------------------------------- | ---------------------------------------------------------- |
| المساحة (كم2)                                             | 20.27 ألف                                                     | 88.36 ألف                                                  |
| عدد السكان (نسمة)                                         | 2.07 مليون                                                    | 7.02 مليون                                                 |
| الكثافة السكانية (ن./كم²)                                 | 102.12                                                        | 79.45                                                      |
| العاصمة                                                   | ليوبليانا                                                     | بلغراد                                                     |
| اللغة الرسمية                                             | اللغة السلوفينية، اللغة الإيطالية، لغة مجرية                  | اللغة الصربية                                              |
| العملة                                                    | يورو، تولار سلوفيني                                           | دينار صربي                                                 |
| الناتج المحلي الإجمالي (بليون دولار)                      | 48.77 مليار                                                   | 41.43 مليار                                                |
| الناتج المحلي الإجمالي (تعادل القوة الشرائية) بليون دولار | 66.01 مليار                                                   | 100.13 مليار                                               |
| الناتج المحلي الإجمالي الاسمي للفرد دولار أمريكي          | 20.73 ألف                                                     | 5.24 ألف                                                   |
| الناتج المحلي الإجمالي للفرد دولار أمريكي                 | 30.40 ألف                                                     | 13.59 ألف                                                  |
| مؤشر التنمية البشرية                                      | 0.880                                                         | 0.771                                                      |
| رمز المكالمات الدولي                                      | +386                                                          | +381                                                       |
| رمز الإنترنت                                              | .si                                                           | .rs، .срб ‏                                                 |
| المنطقة الزمنية                                           | توقيت وسط أوروبا، ت ع م+01:00، ت ع م+02:00، أوروبا/ليوبليانا ‏ | توقيت وسط أوروبا، ت ع م+01:00، ت ع م+02:00، أوروبا/بلغراد ‏ |

## مدن متوأمة
في ما يلي قائمة باتفاقيات التوأمة بين مدن سلوفينية وصربية:
- ترتبط سلوفينج غرادتس مع غورنيي ميلانوفاتس باتفاقية توأمة.[15]
- ترتبط ماريبور مع كرالييفو باتفاقية توأمة.
- ترتبط كراني مع زمون [الإنجليزية]‏ باتفاقية توأمة منذ 1965.
- ترتبط شكوفجا لوكا مع Smederevska Palanka [الإنجليزية]‏ باتفاقية توأمة.
- ترتبط Municipality of Ljutomer [الإنجليزية]‏ مع أوزيتشى باتفاقية توأمة منذ 25 نوفمبر 1974.
- ترتبط سيجانا مع غورنيي ميلانوفاتس باتفاقية توأمة.
- ترتبط ليوبليانا مع بلغراد باتفاقية توأمة منذ 1966.[16][16][16][16]
- ترتبط بلدية شيمبيتر - فرتويبا [الإنجليزية]‏ مع Voždovac [الإنجليزية]‏ باتفاقية توأمة.
- ترتبط بيتوج مع أراندجيلوفاتس باتفاقية توأمة.
- ترتبط بلدية كوتشيفيه [الإنجليزية]‏ مع Prokuplje [الإنجليزية]‏ باتفاقية توأمة.
- ترتبط تسليه مع Ćuprija [الإنجليزية]‏ باتفاقية توأمة منذ 1990.
- ترتبط نوفو ميتسو مع ليسكوفاتس باتفاقية توأمة منذ 2009.[17][17][17][17]
- ترتبط نوفا جوريتسا مع أليكساندروفاتس باتفاقية توأمة منذ 1965.
- ترتبط زاغري أب سافي مع ألكسيناتش باتفاقية توأمة.

## منظمات دولية مشتركة
يشترك البلدان في عضوية مجموعة من المنظمات الدولية، منها:
| علم المنظمة | اسم المنظمة                               | تاريخ انضمام سلوفينيا | تاريخ انضمام صربيا |
| ----------- | ----------------------------------------- | --------------------- | ------------------ |
|             | وكالة ضمان الاستثمار متعدد الأطراف        | 19 مارس 1993          | 19 مارس 1993       |
|             | الأمم المتحدة                             | 22 مايو 1992          | 1 نوفمبر 2000      |
|             | الفريق المعني برصد الأرض                  | ?                     | ?                  |
|             | منظمة حظر الأسلحة الكيميائية              | ?                     | ?                  |
|             | منظمة الشرطة الجنائية الدولية             | ?                     | ?                  |
|             | منظمة الأمن والتعاون في أوروبا            | 24 مارس 1992          | 3 يونيو 2006       |
|             | مؤسسة التنمية الدولية                     | 25 فبراير 1993        | 25 فبراير 1993     |
|             | يونسكو                                    | 27 مايو 1992          | 20 ديسمبر 2000     |
|             | مجلس أوروبا                               | ?                     | 3 أبريل 2003       |
|             | الاتحاد البريدي العالمي                   | ?                     | ?                  |
|             | البنك الدولي للإنشاء والتعمير             | 25 فبراير 1993        | 25 فبراير 1993     |
|             | المنظمة الهيدروغرافية الدولية             | ?                     | ?                  |
|             | الاتحاد الدولي للاتصالات                  | 16 يونيو 1992         | 1 يونيو 2001       |
|             | مؤسسة التمويل الدولية                     | 25 فبراير 1993        | 25 فبراير 1993     |
|             | المنظمة الأوروبية لسلامة الملاحة الجوية   | 1995                  | 2005               |
|             | المركز الدولي لتسوية المنازعات الاستشارية | 6 أبريل 1994          | 8 يونيو 2007       |
|             | مجموعة الموردين النوويين                  | ?                     | ?                  |

## أعلام
هذه قائمة لبعض الشخصيات التي تربطها علاقات بالبلدين:
- برانكو إليتش (لاعب كرة قدم سلوفيني، 6 فبراير 1983 – )
- زلاتكو زاهوفيتش (لاعب كرة قدم سلوفيني، 1 فبراير 1971[25] – )
- غوران دراغيتش (لاعب كرة سلة سلوفيني، 6 مايو 1986 – )
- لوكا دونتشيتش (لاعب كرة سلة سلوفيني، 28 فبراير 1999 – )
- ميليفوي نوفاكوفيتش (لاعب كرة قدم سلوفيني، 18 مايو 1979[26] – )
- يلينا كارلوشا (مغنية صربية، 17 أغسطس 1978 – )

## وصلات خارجية
- موقع وزارة الخارجية السلوفينية
- موقع وزارة الخارجية الصربية